# 101960 Molau
101960 Molau è un asteroide della fascia principale. Scoperto nel 1999, presenta un'orbita caratterizzata da un semiasse maggiore pari a 2,3077755 UA e da un'eccentricità di 0,2249665, inclinata di 0,37122° rispetto all'eclittica.